# روسيا والذرة والغرب (كتاب)
روسيا والذرة والغرب هو كتاب من تأليف الدبلوماسي الأمريكي جورج كينان. خلص الكاتب إلى أهمية الأفكار عند مواجهة ثقافة أخرى. ذهب في كتابه إلى وجود توازن في القوى بين المعسكر الشيوعي والمعسكر الغربي، وهذا التوازن يضكر الجانبين إلى عدم الاكتفاء بالاعتداد بالأسلحة، بل أن يكون في الأساس معتمداً على الأفكار. 
علق الكاتب هنري ل. روبرتس على كتاب كينان بالدعوة لتأمل ما فيه من آراء تحتاج لنقاشات طويلة حولها، مثل تلك المتعلقة بسباق التسلح والدفاع العسكري. وينقل عن كينان قوله «ما اقترحته في كتابي لا يمثل ما على الحكومات القيام به، بل ما عليها أن تأخذه بعين الاعتبار». 